# Villa La Collina (Griante)

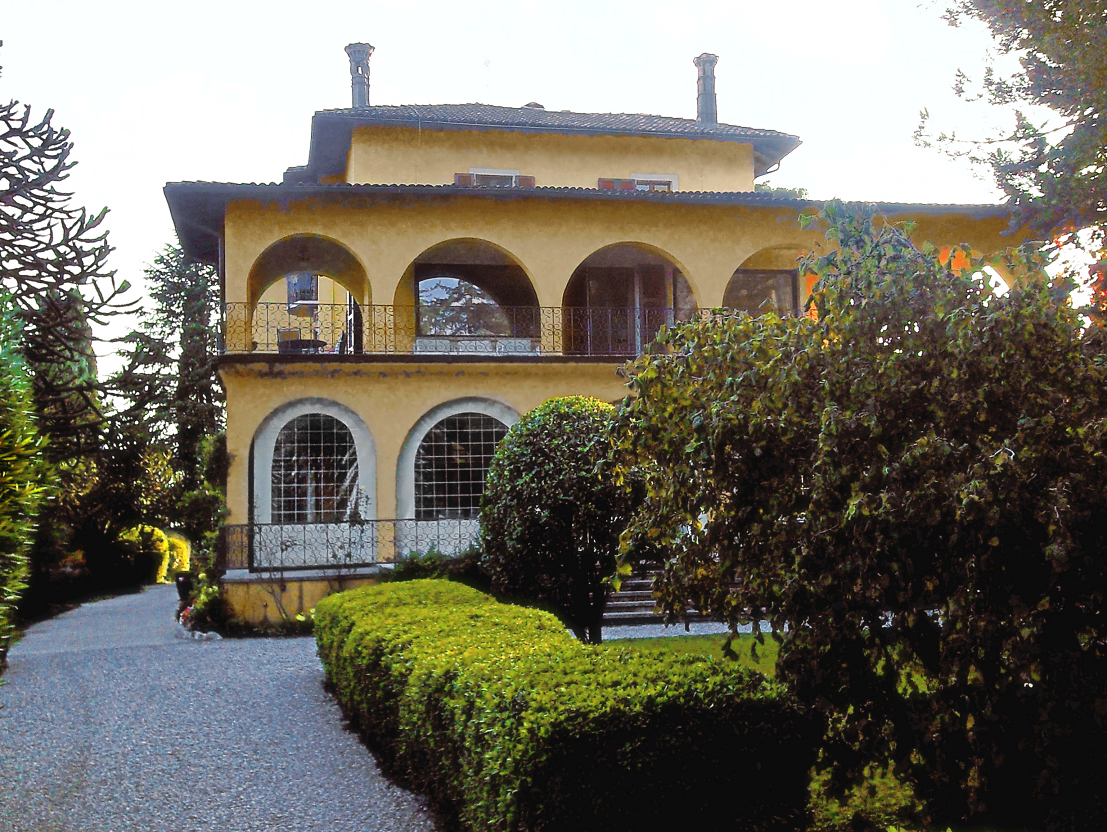
La Villa La Collina (2012)

La Villa La Collina è un edificio storico di tipo villa situato nella frazione di Cadenabbia nel comune di Griante sulla sponda occidentale del Lago di Como in Italia. È diventata famosa come luogo di vacanza di Konrad Adenauer, primo Cancelliere federale della Repubblica Federale Tedesca, che vi trascorse molti dei suoi soggiorni estivi dalla fine degli anni '50 a metà degli anni '60.
La villa, con il suo parco di 2,7 ettari, è utilizzata dal 1977 dalla Fondazione Konrad Adenauer (KAS) come luogo di incontro internazionale. Nel 1990 è stata ampliata con l'aggiunta dell'Accademia Konrad Adenauer e oggi funge anche da sede per eventi ospiti e come Hotel.
Nel 2004 la Villa La Collina è stata classificata come "Memoriale di importanza nazionale" da una commissione del Bundestag ed è da allora l'unico memoriale della Germania al di fuori del suo territorio.

## Architettura, paesaggio e storia

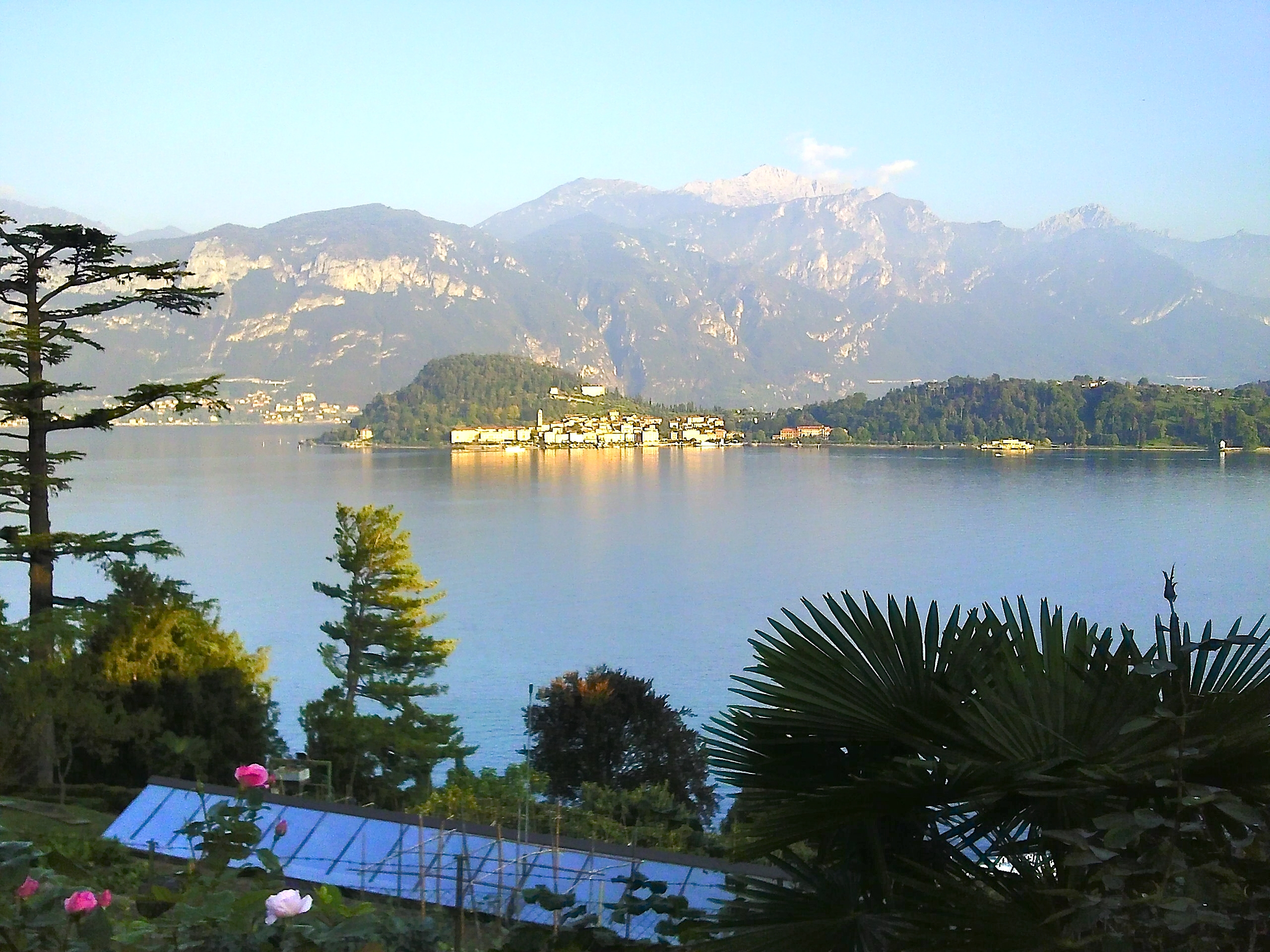
Vista del Lago di Como e del paese di Bellagio dalla Villa La Collina

La villa, costruita nel 1899 dal proprietario del Hotel Cavour a Milano Emanuele Suardi, sorge in alto sopra il villaggio di Cadenabbia, da cui il nome "Villa La Collina". Il villaggio di Cadenabbia, situato direttamente sul Lago di Como, fa parte del comune di Griante e ne rappresenta il centro turistico. Il parco circostante la villa confina direttamente con la Villa Arminio, dove Konrad Adenauer fu ospite nel 1957 durante uno dei suoi primi soggiorni a Cadenabbia.
Dopo che la proprietà passò alla famiglia nobiliare francese Gallifet, la villa non fu più utilizzata come residenza estiva privata dalla fine degli anni '50. Quando Adenauer la visitò per la prima volta nel 1959, era in gran parte priva di mobili. Dopo la morte di Adenauer nel 1967, la villa, ormai molto trascurata, fu acquistata da un imprenditore edile tedesco, dopo che la KAS aveva rifiutato l'acquisto. I suoi piani di costruire appartamenti nel parco furono ostacolati dal comune di Griante, che negò l'autorizzazione edilizia. La villa fu quindi messa nuovamente in vendita e acquistata nel 1977 dalla KAS.
Per consentire il funzionamento dell'area come moderno centro congressi, la KAS costruì nel 1990, sotto la villa nel parco, un edificio per ospiti e servizi chiamato Accademia Konrad Adenauer. Inoltre, la villa fu ristrutturata e modernizzata. Attualmente (2015), la struttura offre spazi per conferenze, feste di famiglia o ospiti dell'hotel, con possibilità di ospitare fino a 60 persone in 34 camere, di cui 22 sono nel nuovo edificio. Oltre alle 12 camere per gli ospiti, la villa dispone di sale da pranzo, camini, una biblioteca e una terrazza con vista sul lago. Gli ospiti delle conferenze o delle vacanze hanno a disposizione anche un ristorante con terrazza coperta, una sala conferenze con impianto di traduzione simultanea, due campi da bocce, una piscina nel giardino e il parco di 27.000 metri quadrati.
Negli anni '90 l'area è stata designata come zona di protezione paesaggistica, il che rende impossibili ulteriori costruzioni ed estensioni.

## Legame di Konrad Adenauer con la Villa

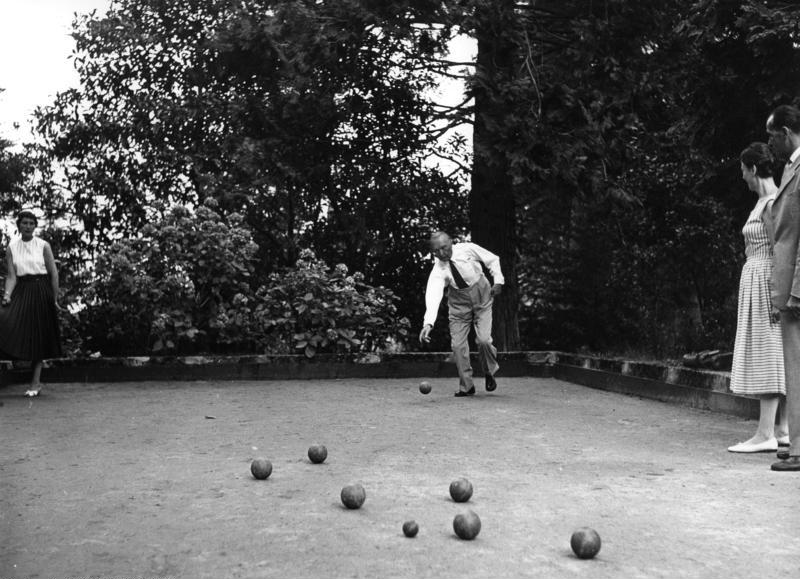
Konrad Adenauer durante una partita di bocce a Cadenabbia nel 1958

Su raccomandazione di Heinrich von Brentano, che fu ministro degli esteri sotto Adenauer dal 1955 al 1961 e aveva radici familiari a Tremezzo in Italia, Adenauer visitò la zona per la prima volta nella primavera del 1957. Dopo soggiorni a Cadenabbia nella Villa Rosa e nella Villa Arminio, Adenauer si stabilì per la prima volta alla Villa La Collina durante le sue vacanze estive nel 1959 da agosto a settembre. L'ex cancelliere si recò complessivamente 18 volte nel piccolo villaggio italiano e vi soggiornò fino alla sua morte nel 1967, talvolta due volte all'anno, l'ultima volta nell'estate del 1966.
I ritratti dell'ex cancelliere realizzati da Graham Sutherland e Oskar Kokoschka sono entrambi stati realizzati nella Villa La Collina.